# Gnomibidion occultum
Gnomibidion occultum är en skalbaggsart som beskrevs av Martins 1968. Gnomibidion occultum ingår i släktet Gnomibidion och familjen långhorningar. Inga underarter finns listade i Catalogue of Life.